# إيرث لنك
ايرث لنك هو مزود خدمات معلوماتية ومزود لخدمات الشبكات والاتصالات مقرها في أتلانتا (جورجيا) ، الولايات المتحدة. تخدم الشركة أكثر من 150,000 شركة ومليون مستهلك في الولايات المتحدة.

## أعمال الشركة
تم تأسيس الشركة في عام 1994 وهي حاليا تعمل في قسمين: الأول هو قسم إيرث لنك للاعمال والثاني هو قسم إيرث لنك للمستهلكين.
حيث يهتم القسم الأول وهو ايرث لنك للاعمال بالاتصالات وتكنولوجيا المعلومات والتطبيقات المستضافة وخدمات الدعم بالإضافة إلى امن تكنولوجيا المعلومات حيث تمتلك الشركة وتدير الشبكة في الولايات المتحدة الأمريكية بما في ذلك 29,421 ميل من الالياف الضوئية وثمانية مراكز بيانات 
أما القسم الثاني فهو يقوم بتجهيز خدمة الإنترنيت عن طريق الكابل الضوئي و 4G واي فاي وعن طريق الاقمار الصناعية كما تقوم باستضافة المواقع الالكترونية والتجارية ومكافحة الفايروسات وعمل نسخ احتياطية وخدمات ذات الصلة والشركة اليوم ترعى أكثر من مليون عميل ومستخدم في كافة أنحاء الولايات المتحدة 

## تاريخ الشركة
تأسست شركة ايرث لنك في اذار من عام 1994 من قبل سكاي دايتون.
كانت بدايته في باسادينا (كاليفورنيا) حيث امضى مدة اسبوع كامل في محاوله لتكوين جهاز الكومبيوتر الخاص به للوصول إلى الإنترنت وهذا كان مصدر الهام له لبدأ فكرة إنشاء موفر خدمة الإنترنت.
ساعد المؤسس المشارك كيفين اودينيل في زيادة راس المال للمشروع حيث حث عدد كبير من اصدقائه القدمى للانضمام إلى مجلس التنفيذي للشركة ومن ضمنهم السيد جريج ابوت (رجل أعمال ناجح والرئيس التنفيذي السابق لصناعات إيثاكا)وتم بعد ذلك بتعيين السيد غاري بيتي كمدير تنفيذي للشركة.

## المشاريع الجديدة
في بداية عام 2005، أعلنت شركة ايرث لنك وشركة SK للاتصالات  وهي أكبر شركة للهاتف المحمول في كوريا الجنوبية عن مشروع مشترك جديد يسمى اس كي ايرث لنك، وسميت لاحقا بشركة هيليو للهاتف المحمول 

## روابط خارجية
- EarthLink Business (IT, IP, Communication)
- EarthLink (Consumer Internet Services)
- EarthLink Cloud (Cloud Hosting)
- EarthLink Web Hosting